# Karl Christian Bruhns
Karl Christian Bruhns (Plön, 22 novembre 1830 – Lipsia, 25 luglio 1881) è stato un astronomo tedesco.

## Biografia
Bruhns studiò matematica ed astronomia e fu poi impiegato in una officina meccanica a Berlino dal 1851. Conquistò la fiducia di Johann Franz Encke, che era allora direttore dell'Osservatorio di Berlino attraverso le sue notevoli capacità di calcolo. Encke lo assunse nel 1852 come secondo assistente e, due anni dopo, lo promosse a primo assistente. Nel 1856 conseguì il dottorato con una tesi nella quale stimò il diametro degli asteroidi allora scoperti in modo indiretto, dalla conoscenza della loro distanza dalla Terra e del valore della loro magnitudine apparente. Quale loro albedo, assunse una media di quelle dei pianeti esterni e delle loro lune maggiori; in conseguenza di ciò, le sue stime risultarono tutte sottodimensionate. Conseguì l'abilitazione in astronomia nel 1859 presso l'Università di Berlino.
Nel 1860 fu chiamato all'Università di Lipsia come professore di astronomia e direttore del nuovo osservatorio che stava per essere lì costruito e che sotto la sua guida divenne una delle migliori strutture del suo genere in Europa. Nel 1867 fu eletto membro della Accademia Cesarea Leopoldina.
Scoprì cinque comete, ma fu anche un abile matematico computazionale che si applicò alla determinazione delle orbite di comete ed asteroidi.
Partecipò alle misurazioni geodetiche di Johann Jacob Baeyer, curando quelle relative alla Sassonia; fu successivamente chiamato a dirigere l'Istituto geodetico prussiano. Si occupò, infine, anche di meteorologia, partecipando all'instaurazione della rete di stazioni meteorologiche in Sassonia.